# Dhamotar
Dhamotar fou un estat tributari protegit, un jagir feudatari del Principat de Pratabgarh format per 11 pobles (1893). Fou concedit a Kunwar Sahas Mal Singh, fill petit del raja Rawat Suraj Mal de Pratapgarh al segle XVI. El seu fill Kandalji el va heretar i el va conservar fins que va morir el 18 de juny de 1576 a la batalla de Haldighati. Després el van governar els seus descendents. A la primera meitat del segle XIX governava Ror Singh, que va morir el 1848, i el va succeir el seu fill Hamir Singh; aquest no va deixar fills al morir el 1866 però havia adoptat el seu successor Kesri Singh. L'estat va accedir a Índia el 1949.